# クリストバル・コロン山
クリストバル・コロン山（クリストバル・コロンさん、スペイン語: Pico Cristóbal Colón）は、コロンビアの最高峰。推定標高5700m。世界で5番目のプロミネンス（地形突出度）を持つ山である。山名はクリストファー・コロンブスに由来する。

## 地理
シエラ・ネバダ・デ・サンタ・マルタ山地に位置する。
これより高い山は最も近いものでも1288キロ離れたエクアドルのカヤンベ山になる。付近の山々と同じく、山頂は万年雪に覆われている。
クリストバル・コロン山の南西に位置する頂点・シモン・ボリーバル山とは標高がほとんど同じで、後者が前者よりも高い可能性すらある。もしそうだとすれば、コロンビアの最高峰はシモン・ボリーバル山ということになる。

### プロミネンス

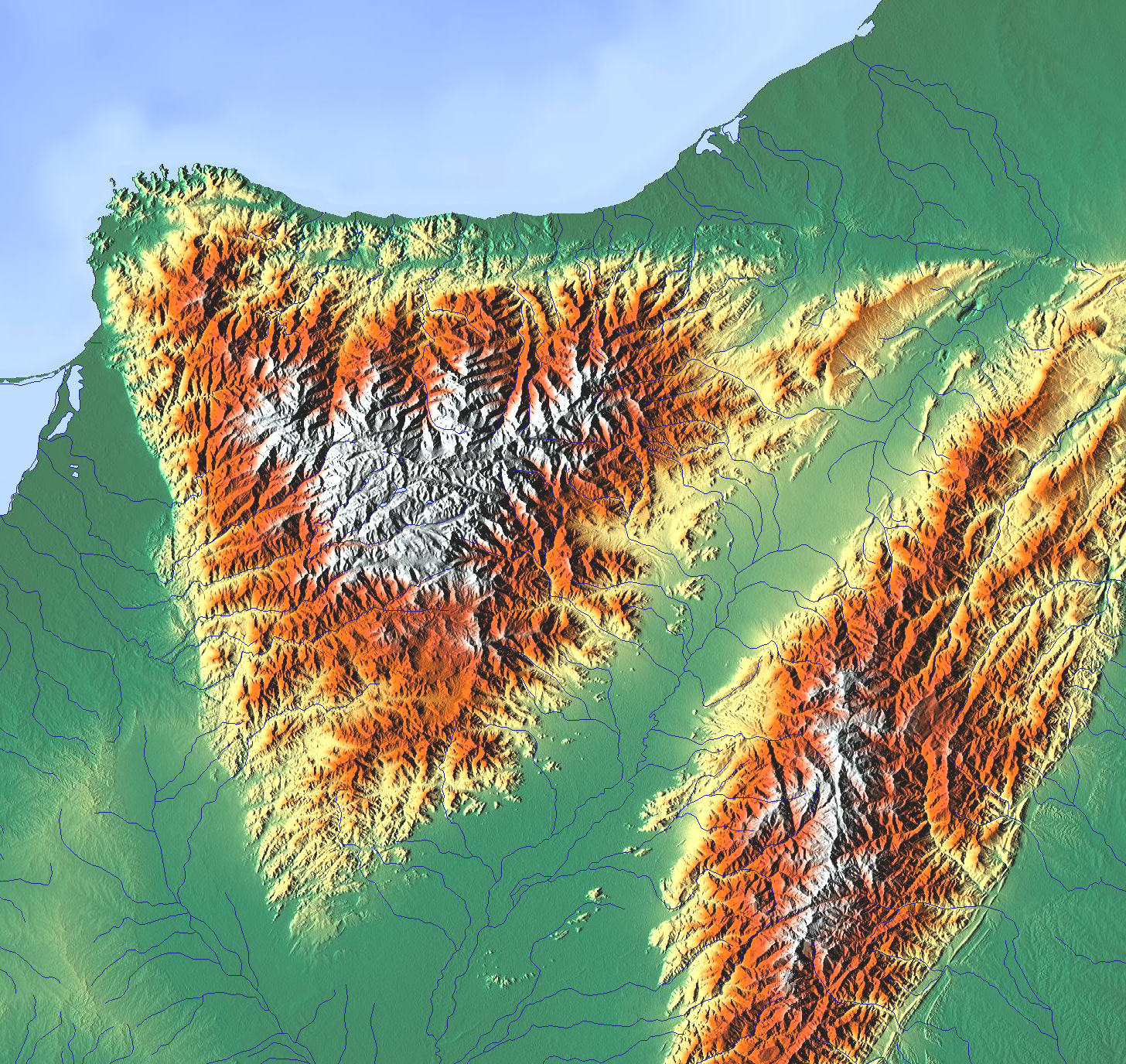
シエラ・ネバダ・デ・サンタ・マルタ山地付近の標高を示す地図。右下はアンデス山脈北部に連なるオリエンタル山脈。

プロミネンスとは、山の頂上を囲む等高線の中で、その頂上よりも高い地点を含まない最も低い等高線からの比高である。その山よりも高い山へ、最も高い地点をたどって（尾根伝いで）移動する場合に通る最低地点（最低鞍部、key col）からの高さと言い換えることができる。
クリストバル・コロン山はプロミネンス順で世界第5位であるが、これより高い4座はエベレスト、アコンカグア、デナリ、キリマンジャロといった七大陸最高峰に名を連ねる山である（世界の山一覧 (プロミネンス順)参照）。クリストバル・コロン山を頂点とするシエラ・ネバダ・デ・サンタ・マルタ山地と、アコンカグアを頂点とするアンデス山脈などの山地の連続体との間には、海抜の低い平地があるため、その最低鞍部（191m）を基準とするクリストバル・コロン山のプロミネンスが高く算出される。
同じ山地に属するシモン・ボリーバル山がクリストバル・コロン山より高いとすれば、世界で5番目のプロミネンスの山もシモン・ボリーバル山ということになる。

## 歴史
クリストバル・コロン山の初登頂は、1939年にW・ウッドとA・ベイカーウェル、それにE・プラオリーニが果たした。